# Transduction de signal
Pour les articles homonymes, voir transduction.
La transduction de signal désigne le mécanisme par lequel une cellule répond à l'information qu'elle reçoit, par des agents chimiques ou autres signaux (tension,...). Elle commande une cascade de signaux secondaires, internes à la cellule (« signalling ») ou externes (ex: action sur d'autres types cellulaires via des interleukines), et des processus cellulaires internes (métabolisme, cycle cellulaire, motilité,...). 
La transduction est la deuxième étape de ce que l'on appelle la cascade de signalisation : 
1. Un signal extra-cellulaire (ligand, neuromédiateur..) se fixe sur un récepteur
2. Voie de transduction
3. Réponses

## Principe général
Certaines cellules libèrent des molécules (hormones, neuromédiateurs) qui sont spécifiquement reconnues par les récepteurs exprimés soit à la surface, soit dans le cytoplasme, d'autres cellules, dites « cellules cibles ». Quelles que soient la nature et la localisation du récepteur, le complexe qu'il forme une fois associé à son ligand modifie l'activité de la cellule cible en activant au moins une voie de signalisation, mécanisme qui peut ou non impliquer un(des) messagers secondaires.
Si le ligand pénètre dans la cellule (molécule lipophile qui peut diffuser à travers la membrane plasmique, hormones stéroïdes ou thyroïdiennes) il se lie à un récepteur cytoplasmique qui agira généralement au niveau du noyau en tant que facteur de transcription. 
Si le ligand est hydrosoluble, il se lie au domaine extracellulaire d'un récepteur membranaire. Le complexe qui résulte de cette interaction acquiert des propriétés catalytiques différentes de celles que possède le récepteur libre : par exemple, l'activité protéine kinase du récepteur de l'insuline déclenche (en général) une cascade d'activations ou d'inhibitions de systèmes enzymatiques dédiés (d'autres protéine kinases, des protéines G pour les récepteurs tels que le récepteur de l'hormone corticotrope).
Enfin, la transduction du signal peut induire une modification de l'activité de la cellule cible. Elle peut participer aux mécanismes de communications inter-cellulaires, impliquant par exemple interleukines et hormones. En effet, il existe chez les mammifères, plus de 200 types cellulaires différents et spécialisés qui doivent communiquer entre eux.

## Principaux mécanismes de transduction du signal
On peut désigner les voies de transduction de signaux cellulaires par leur messager principal, leur récepteur principal, par leur séquence (cascade d'activations), et/ou par le processus cellulaire majeur dans lequel elles sont impliquées.

### Signalisation calcique
L'ion calcium (Ca2+) est un messager de signalisation cellulaire commun. Dans le cytoplasme, il exerce une régulation allostérique sur de nombreuses enzymes et protéines, mais agit aussi comme messager primaire sur des canaux ioniques, et comme messager secondaire (notamment dans la voie des récepteurs couplés à la protéine G). Voir Métabolisme et transduction du signal

### Signalisation par les protéines G (Ras, Rho, Rab,...)
Les protéines G composent les principaux mécanismes de la signalisation cellulaire. Elles transduisent typiquement un signal extracellulaire (hormone,...) par conversion de GTP en GDP et souvent en aval formation d'un messager secondaire (AMPc). Voir protéines G.

### Protéine-kinases
Les protéine-kinases catalysent le transfert d'un groupe phosphate de l'adénosine triphosphate (ATP) sur des protéines spécifiques (sur un groupe -OH). La protéine kinase A (PKA) par exemple régule en particulier les métabolismes du glycogène, du sucre et des lipides.

### Phospholipases
La phospholipase C (PLC) active diverses voies du métabolisme par des protéines G dont pour libérer des acides gras à partir des phospholipides, et d'autres liées à la signalisation calcique ; La phospholipase A2 (PLA2) participe aux signaux cellulaires des réactions inflammatoires.

### Autres mécanismes
Les voies de signalisation cellulaire (pathways) s'interconnectent, et affectent tous les processus cellulaires.  Au-delà des messagers et enzymes clés cités ci-dessus, ils impliquent moult autres enzymes et récepteurs plus ou moins spécifiques de ces processus. 
 (mars 2024).

#### Chromatine/régulation épigénétique
- Protein Acetylation
- Histone Methylation

#### MAP Kinase Signaling
- Mitogen-Activated Protein Kinase Cascades
- MAPK/Erk pathways in Growth and Differentiation
- G-Protein-Coupled Receptors Signaling to MAPK/Erk
- SAPK/JNK Signaling Cascades
- Signaling Pathways Activating p38 MAPK

#### PI3 Kinase / Akt Signaling
- PI3K / Akt Signaling

#### Métabolisme cellulaire
- Insulin Receptor Signaling
- AMPK Signaling

#### Translational Control
- Regulation du eIF2
- Regulation du eIF4E and p70 S6 Kinase
- mTOR Signaling

#### Cell Cycle / DNA Damage
- G1/S Checkpoint
- G2/M (DNA Damage Checkpoint)

#### Immunologie et inflammation
- Jak/Stat Signaling: IL-6 Receptor pathway
- NF-κB Signaling
- TLR Pathway

#### Stem Cells, développement et différenciation
- Wnt/β-Catenin Signaling
- TGF-β Signaling
- Hippo Signaling